# Engels Kanaal
Het Engels Kanaal is een geplande gegraven waterweg in de provincie Norrbottens län in Zweden.
Rond 1650 werden in de omgeving van Gällivare en Malmberget plaatsen gevonden waar ijzer gedolven kon worden. Het probleem was niet het ijzer uit de grond te krijgen, maar vervoer in dat gedeelte van Zweden stuitte op problemen. De omgeving is zeer dunbevolkt, de grond is zacht, overal liggen meren en moerassen en de lokale rivieren laten door hun ondiepte geen commerciële vaart toe. Daarnaast is alles wat met water te maken heeft soms meer dan de helft van het jaar bevroren. Anderzijds was er eigenlijk maar één mogelijkheid om de erts te transporteren, de zeehaven van Luleå. In de begintijd werd daarom een ijzerweg (Malmväg) aangelegd, een weg die anno 2008 nog gebruikt wordt door het verkeer. Ook deze weg kon echter de transporten niet aan. 
Toen in de wereld de vraag naar ijzererts steeg en de techniek van kanalisatie gangbaar werd, kwam er een plan op tafel om het transport te vereenvoudigen. Gepland werd een spoorlijn aan te leggen tussen Gällivare en Storbacken bij  Vuollerim, die grotendeels in het dal zou komen te liggen van de Grote Lule. De eerste plannen bestonden uit treinen getrokken door paarden, maar de ontwikkeling binnen de spoorwegen gingen snel. Vanaf Vuollerim zou de Lule worden gekanaliseerd. De Lulerivier kende wel enige obstakels voor de scheepvaart: bij Edefors en Hedenforsarna wordt de rivier geblokkeerd door ondiepten en dus stroomversnellingen. 
In 1863 werd daarom besloten een kanaal te graven. Om het werk uit te voeren werd de Gellivare Company Limited opgericht. Deze maatschappij was gevestigd in Londen en had Britse en Zweedse investeerders aangetrokken. De werkzaamheden begonnen op 14 oktober 1864 en een jaar later werkten er ongeveer 1500 man aan het project. Binnen een paar jaar ontstonden er echter financiële problemen en in 1867 ging de maatschappij failliet. Veertig jaar later kwam de Ertsspoorlijn voor het gehele traject klaar, die niet langs de Lulerivier loopt, maar dwars door de moerassen van het gebied.
Delen van de werkzaamheden zijn terug te vinden bij de plaats Boden; ze staan plaatselijk bekend onder de naam "Engelska graven".